# مدافینیل
«مُدافینیل» (انگلیسی: Modafinil) یک داروی محرک است که برای افزایش هوشیاری و کاهش خواب‌آلودگی و افزایش تمرکز استفاده می‌شود. این دارو در آمریکا با نام تجاری پروویجیل (به انگلیسی: Provigil) و در ایران با نام‌های مختلفی همچون پروفینیل، نارکوفینیل، مدافینیل و مفینال عرضه می‌شود.

## موارد مصرف
این دارو برای کنترل نارکولپسی، اختلالات خواب ناشی از شیفت کاری و اختلالات خواب ناشی از آپنه خواب استفاده می‌شود.
ممکن است مدافینیل برای افزایش تمرکز، کنترل اختلال کم‌توجهی - بیش‌فعالی و کاهش خستگی همچنین داروی شب امتحان دانشجویان مانند ریتالین استفاده شود ولی برای این موارد تأیید نشده‌است.
مدافینیل توسط خلبانان نیروی هوایی آمریکا، هند و بریتانیا در زمان عملیات برای کاهش خستگی و افزایش هوشیاری استفاده می‌شود.این دارو به شکل خوراکی مصرف می‌شود.

## عوارض جانبی

### اعتیاد
این دارو برخلاف دیگر محرک‌ها اعتیادآور نیست و باعث وابستگی نمی‌شود و ایجاد نشئگی نمی‌کند ولی ممکن است با قطع مصرف دارو دوباره عوارض بیماری عود کند.

### عوارض عمده
یک سوم بیماران ممکن است دچار سردرد شوند.
در ۱۱٪ بیماران تهوع و در ۱۰٪ بیماران هیجان، عصبانیت، اضطراب، سرگیجه و اسهال گزارش شده‌است. عوارض جانبی رایج شامل سردرد، اضطراب، مشکل در خواب و حالت تهوع است. عوارض جانبی جدی ممکن است شامل واکنشهای آلرژیک مانند آنافیلاکسی، سندرم استیونز-جانسون، سوء استفاده و توهم باشد. هنوز مشخص نیست که آیا استفاده در دوران بارداری بی خطر است یا خیر. ممکن است مقدار داروی مورد استفاده در افرادی که مشکلات کلیوی یا کبدی دارند نیاز به تنظیم داشته باشد. این دارو در افرادی که آریتمی، فشار خون بالا یا هیپرتروفی بطن چپ دارند توصیه نمی‌شود. نحوه کار آن کاملاً مشخص نیست. یک احتمال این است که ممکن است مناطقی از مغز درگیر با چرخه خواب را تحت تأثیر قرار دهد.فلج عضلی

## مکانیسم اثر
مکانیسم اصلی این دارو هنوز به‌طور کامل شناخت شده نیست.
مدافینیل بازجذب دوپامین را مهار می‌کند و همچنین میزان هیستامین را در هیپوتالاموس افزایش می‌دهد، نوراپی‌نفرین را هم در مغز و هم در خون افزایش می‌دهد، آگونیست نسبی گیرنده D2 دوپامینی است و همچنین Catechol-O-methyltransferase را مهار می‌کند.